# Книга о вере единой истинной православной
«Книга о вере единой истинной православной» — русский сборник 40-х гг. XVII в., который был направлен на защиту православия в полемике против католиков и униатов.

## История издания
Работа над «Книгой о вере» была завершена 1 мая 1644 года. В 1648 году она была издана в Москве при печатном дворе. Вскоре эта книга набрала широкую известность. За несколько месяцев было продано 850 экземпляров.
«Книгу о вере» обильно цитировали старообрядческие писатели при полемики против реформы патриарха Никона. Наиболее часто старообрядцы делали выписки из раздела «Об антихристе».

## Содержание
«Книга о вере» состоит из 30 глав. Условно книгу можно разделить на две части. Первая часть повествует о истории появления христианства на славянских землях («Веры истинное учение откуда изыде» (1 гл.), «О крещении Руси» (3 гл.) и другое) и раскрывает основы христианского учения («О святой Церкви» (2 гл.), «О Пречистых Таинах» (5 гл.), «О святых иконах» (10 глава)). Вторая часть сочинения посвящена полемике против католиков и униатов  («Об отступлении римлян» (21), «Об униатах» (23) и другое).

## Авторство
«Книгу о вере» принято приписывать Нафаилу игумену Златоверхего мужского монастыря, хотя его авторство часто ставится под сомнение.

## Примечание
1. 1 2 3 4 5 6 7  «КНИГА О ВЕРЕ». www.pravenc.ru. Дата обращения: 11 сентября 2020. Архивировано 24 сентября 2020 года.
2. ↑  митрополит Владимир (Сабодан). Экклезиология в отечественном богословии. — Киев, 1997. — С. 11, 103.
3. ↑  Книга о вере единой истинной православной. Москва, типография Рябушинского, 1912 | Стр. 9 | Древлебиблиотека. txt.drevle.com. Дата обращения: 11 сентября 2020.